# Орка (родовище)
Орка — газове родовище в Індійському океані біля узбережжя Мозамбіку в басейні Рувума, розташоване в межах ліцензійної ділянки 1.

## Розвідка
Відкрите 2013 року в районі на захід від супергігантського родовища Просперідад-Мамба внаслідок спорудження буровим судном Belford Dolphin свердловини Orca-1, закладеної в районі з глибиною моря 1061 метр. Пробурена до рівня 4996 метрів нижче морського дна, вона перетнула на своєму шляху у відкладеннях палеоцену газонасичений інтервал товщиною 58 метрів. При цьому резервуар виявився не пов'язаним з покладами Просперідад-Мамбе.
За цим у першому півріччі 2014 року оціночна свердловина Orca-2 встановила газо-водяний контакт у тих же палеоценових пісковиках, а Orca-3 пройшла через газонасичені породи товщиною понад 30 метрів.
Безпосередньо на південь від структури знаходилось відкрите в породах епохи еоцену родовище Тубарао, а ще далі — так само палеоценове Тубарао-Тігре. Враховуючи останнє, влітку 2014-го між Орка та Тубарао-Тігре (дещо далі від берега, ніж просто Тігре) спорудили розвідувальну свердловину Ouriço do Mar-1, котра мала б перевірити припущення щодо продовження палеоценових резервуарів на глибину. Проте в підсумку вона була заглушена та ліквідована, а на структурі Орка в останньому кварталі року заклали успішну оціночну свердловину Orca-4.

## Запаси
У травні 2014 року (тобто по завершенні буріння Orca-2 та Orca-3) один з учасників проекту заявив, що лише остання оціночна кампанія на родовищі Орка дозволила збільшити видобувні ресурси ліцензійної ділянки на 140 млрд м³.

## Учасники проекту
Орка знаходиться на території ліцензійної ділянки 1, розвідку та розробку якої здійснює консорціум у складі (станом на 2014 рік) американської Anadarko (26,5 %, оператор), японської Mitsui (20 %), індійських BPRL, ONGC та Oil India (10 %, 16 % та 4 % відповідно), таїландської PTTEP (8,5 %) та місцевої Empresa Nacional de Hidrocarbonetos (15 %).